# 𐞀
Cette page contient des caractères spéciaux ou non latins. S’ils s’affichent mal (▯, ?, etc.), consultez la page d’aide Unicode.
𐞀, appelée petite capitale aa en exposant, petite capitale aa supérieur ou lettre modificative latine petite capitale aa, est un symbole des extensions de l'alphabet phonétique international. Il est formé de la petite capitale de la lettre latine a dans l’a mise en exposant.

## Représentations informatiques
La lettre modificative latine petite capitale aa peut être représenté avec les caractères Unicode suivants (Latin étendu – F) :
| formes       | représentations | chaînes de caractères | points de code | descriptions                                  |
| ------------ | --------------- | --------------------- | -------------- | --------------------------------------------- |
| modificative | 𐞀               | 𐞀                     | U+10780        | lettre modificative latine petite capitale aa |

## Sources
- (en) Martin J. Ball, John H. Esling et B. Craig Dickson, « Revisions to the VoQS system for the transcription of voice quality », Journal of the International Phonetic Association, Cambridge University Press,‎ 13 avril 2017 (DOI 10.1017/S0025100317000159)
- (en) Kirk Miller et Martin Ball, Expansion of the extIPA and VoQS (no L2/20-116R), 11 juillet 2020 (lire en ligne)